# Шаукенай
Шаукенай (лит. Šaukėnai) — местечко в Кельмеском районе Шяуляйского уезда Литвы. Центр Шаукенайского староства.

## География
Город расположен недалеко от Шоны и её притока Илга, недалеко также протекает река Вента.

## История
Расположенное недалеко от усадьбы местечко Шаукенай упоминается в письменных источниках ещё в середине XV века. В 1486 году в Шаукенае была построена первая деревянная церковь. В 1499 году населённому пункту был присвоен статус местечка.
В советское время местечко было центром совхоза.
В 1999 году был утверждён герб местечка Шаукенай.

## Галерея

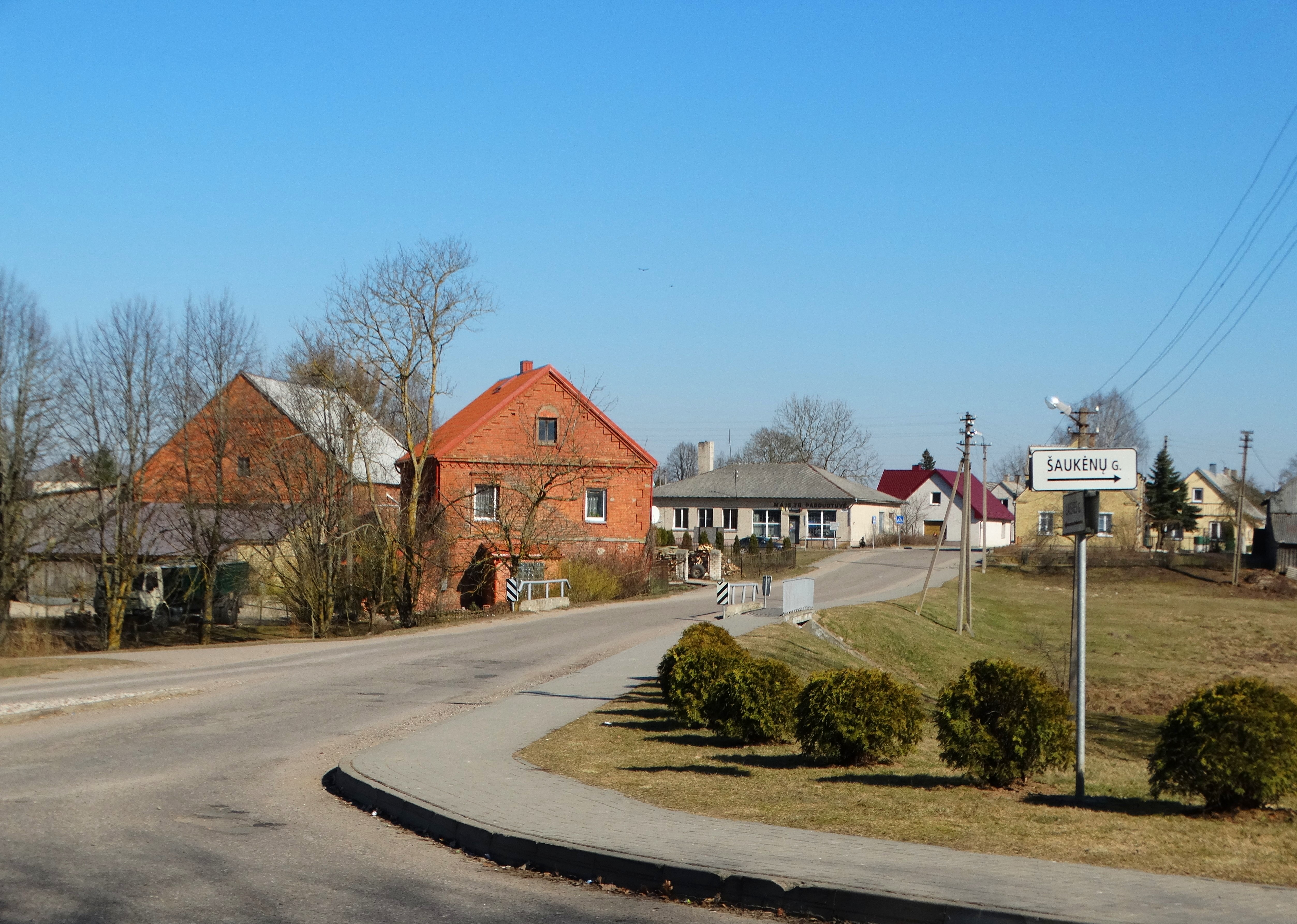
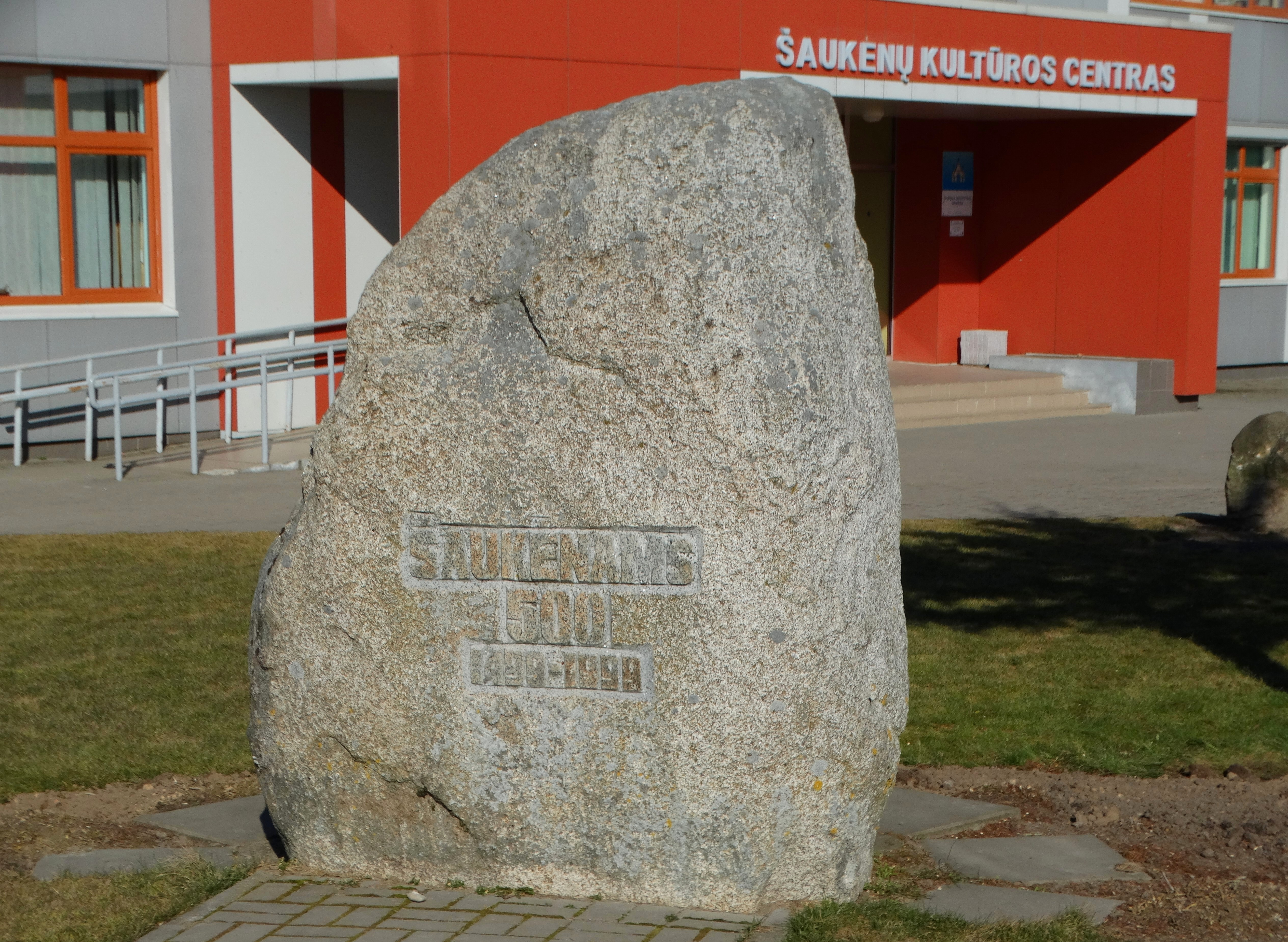
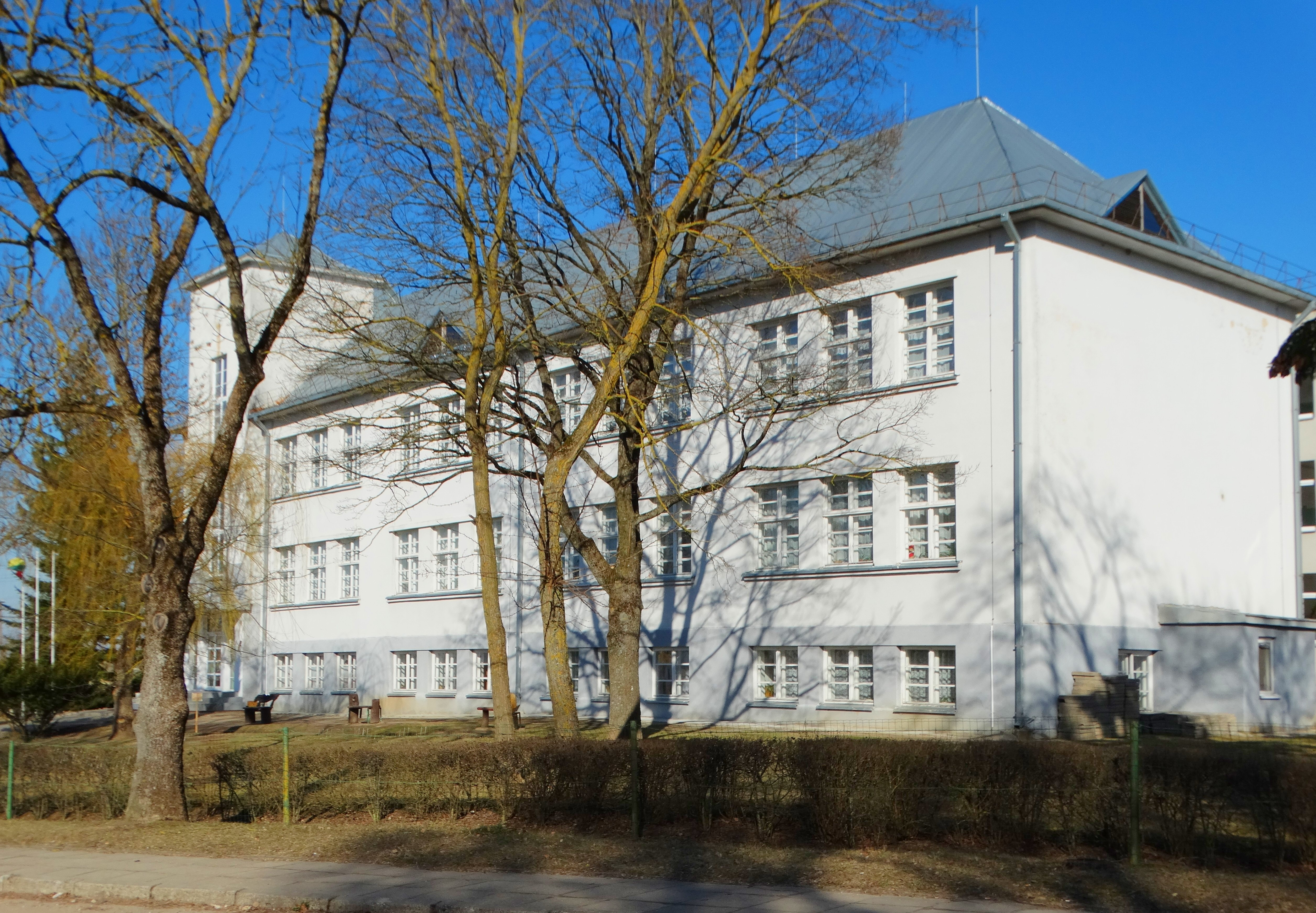
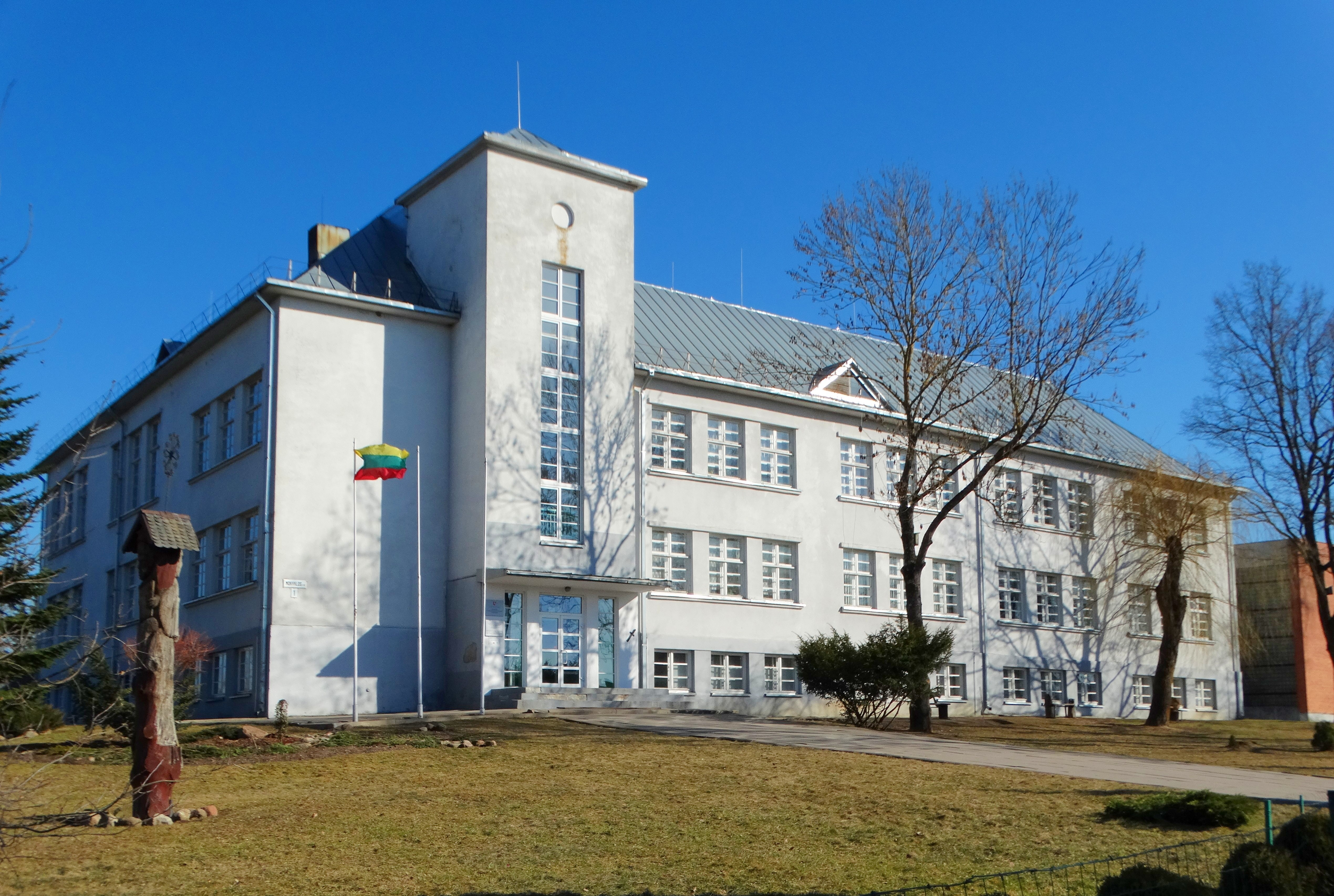
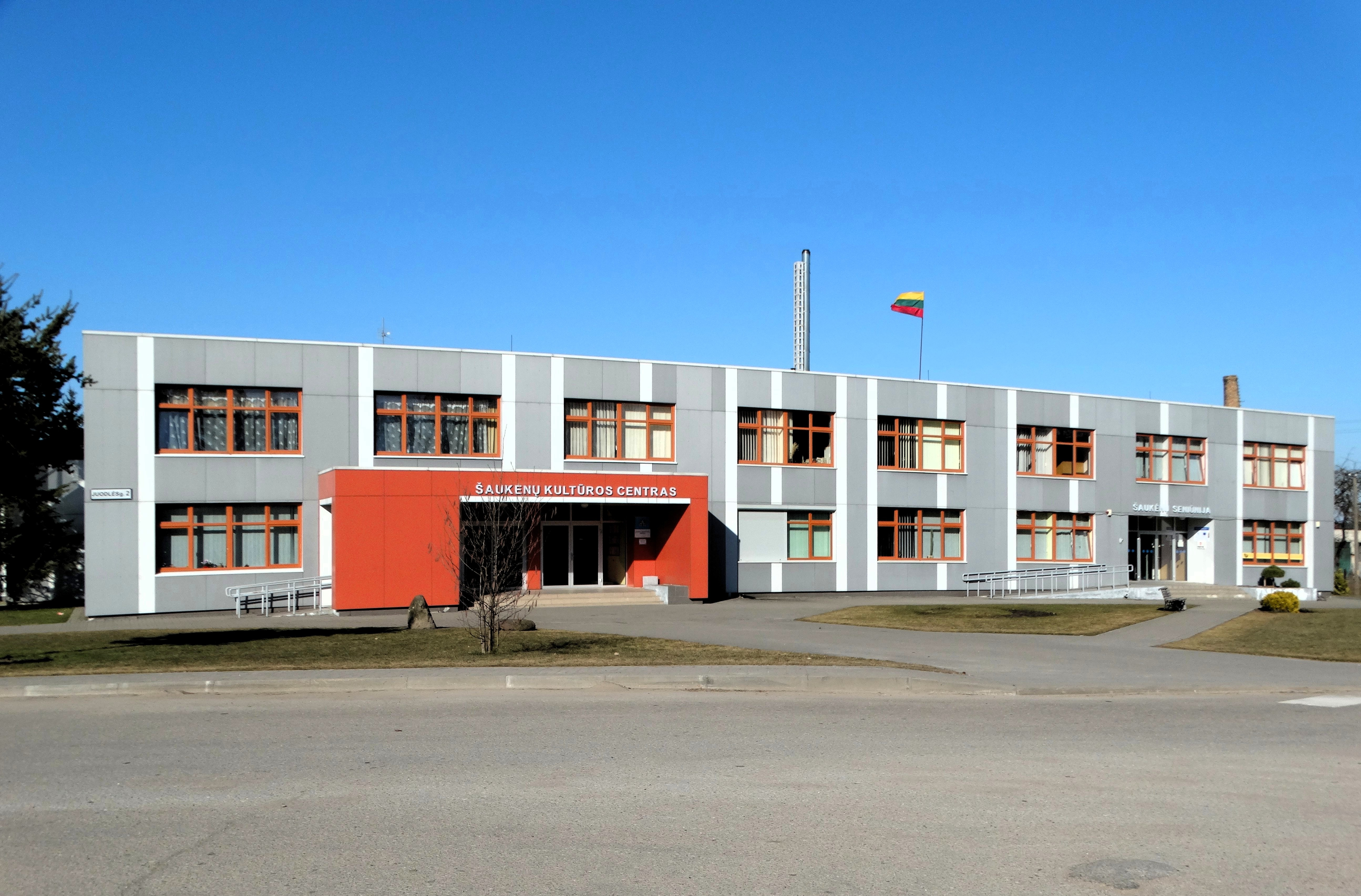
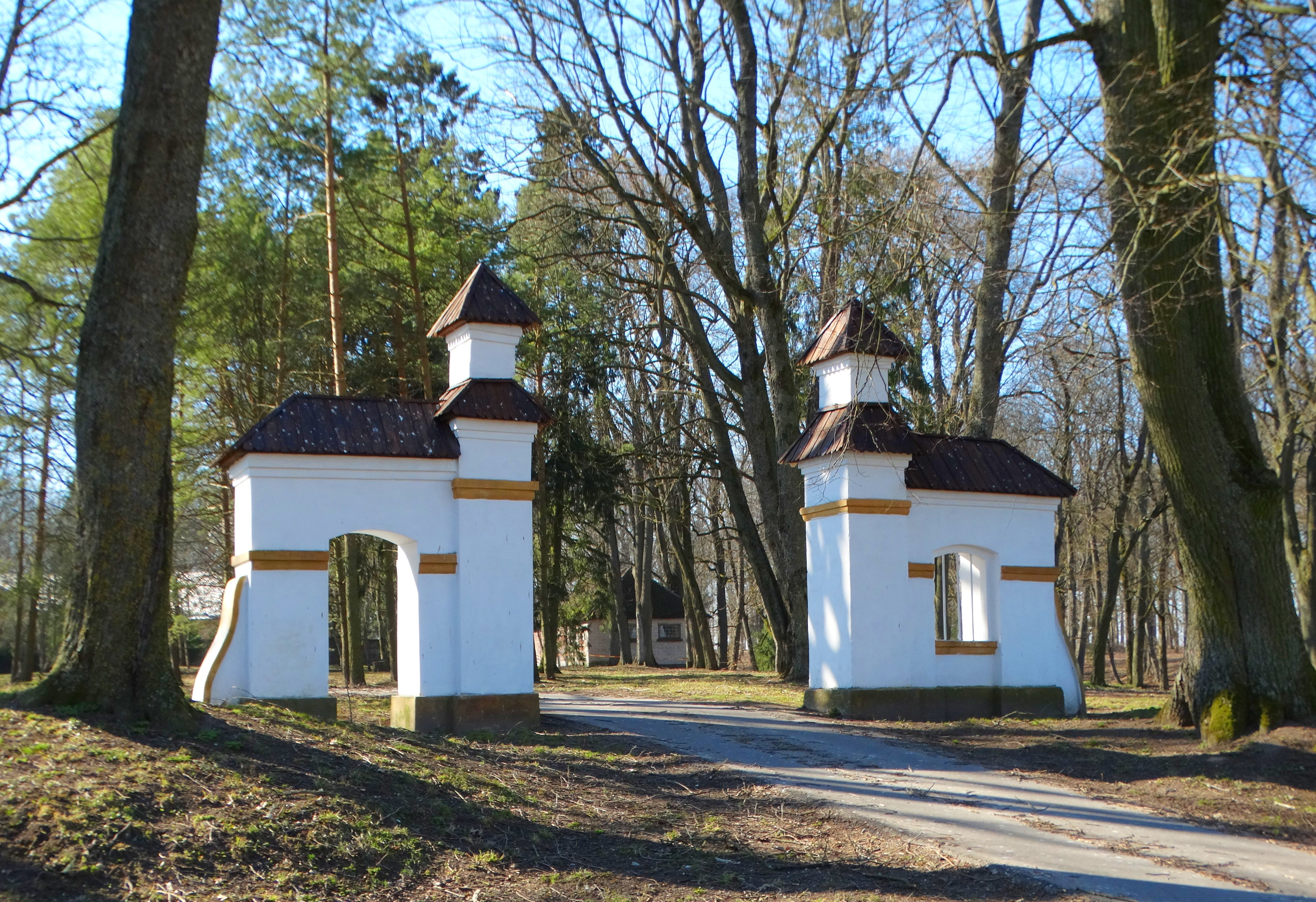
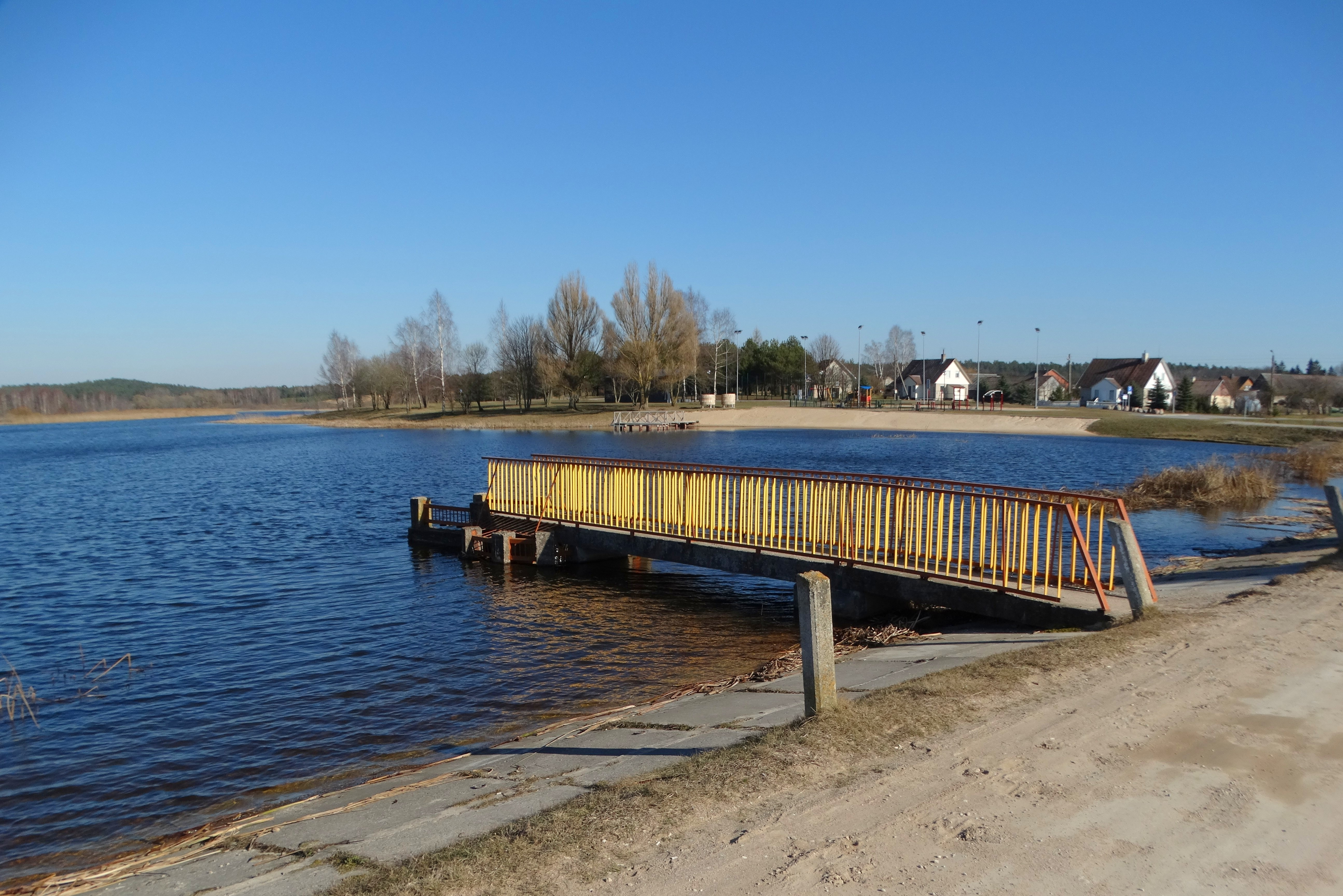

## Население
| 1833                           | 1885* | 1897 | 1903 | 1923 | 1959 | 1970 |
| ------------------------------ | ----- | ---- | ---- | ---- | ---- | ---- |
| 233                            | 706   | 992  | 975  | 687  | 616  | 636  |
| 1979                           | 1982  | 1987 | 1989 | 2001 | 2011 | -    |
| 683                            | 614   | 703  | 719  | 721  | 596  | -    |
| Гистограмма динамики населения |       |      |      |      |      |      |